# IJslandse parlementsverkiezingen 2013
De parlementsverkiezingen van IJsland werden op 27 april 2013 gehouden en gewonnen door de Onafhankelijkheidspartij.

## Zetelverdeling
| Kleur | Partij                                                        | Partijleider                 | Stemmen | %               | Zetels   |
| ----- | ------------------------------------------------------------- | ---------------------------- | ------- | --------------- | -------- |
|       | Onafhankelijkheidspartij (Sjálfstæðisflokkurinn)              | Bjarni Benediktsson          | 50.454  | 26,7 (+3,0%)    | 19 (+3)  |
|       | Progressieve Partij (Framsóknarflokkurinn)                    | Sigmundur Davíð Gunnlaugsson | 46.173  | 24,43 (+9,63%)  | 19 (+10) |
|       | Sociaaldemocratische Alliantie (Samfylkingin)                 | Árni Páll Árnason            | 24.292  | 12.85 (-16,94%) | 9 (-11)  |
|       | Links-Groen (Vinstrihreyfingin - grænt framboð)               | Katrín Jakobsdóttir          | 20.546  | 10,87 (-10,8%)  | 7 (-4)   |
|       | Heldere Toekomst (Björt framtíð)                              | Guðmundur Steingrímsson      | 15.583  | 8.25 (+8,25%)   | 6 (+4)   |
|       | Piratenpartij (Píratar)                                       | Birgitta Jónsdóttir          | 9.647   | 5,10 (+5,10%)   | 3 (+2)   |
|       | Dageraad (Dögun)                                              | Helga Þórðardóttir           | 5.855   | 3,1 (+3,1%)     | 0 (-2)   |
|       | Huishouding Partij (Flokkur Heimilanna)                       | Pétur Gunnlaugsson           | 5.707   | 3,02 (+3,02)    | 0 (0)    |
|       | IJsland Democratische Partij (Lýðræðisvaktin)                 |                              | 4.658   | 2,46 (+2,46)    | 0 (0)    |
|       | Groen-rechtse Volkspartij (Hægri Grænir flokkur fólksins)     | Guðmundur Franklín Jónsson   | 3.262   | 1,73 (+1,73%)   | 0 (0)    |
|       | Regenboog (Regnboginn, sjálfstæði Íslands og sjálfbæra þróun) | Jón Bjarnason                | 2.021   | 1,07 (+1,07%)   | 0 (-2)   |
|       | Provinciale Partij Party (Landsbyggðarflokkurinn)             | Ylfa Mist Helgadóttir        | 326     | 0,17 (+0,17%)   | 0 (0)    |
|       | Sturla Jónsson (Sturla Jónsson)                               | Sturla Jónsson               | 222     | 0,12 (+0,12%)   | 0 (0)    |
|       | Humanistische Partij (Húmanistaflokkurinn)                    | Júlíus Valdimarsson          | 126     | 0,07 (+0,07%)   | 0 (0)    |
|       | Volksfront van IJsland (Alþýðufylkingin)                      | Thorvaldur Thorvaldsson      | 118     | 0,06 (+0,06%)   | 0 (0)    |
|       | blanco en ongeldige stemmen                                   |                              | 4.802   | 0               | 0        |
|       | Totaal                                                        |                              | 193.792 | 100             | 63       |

## Opkomst en geldige stemmen
|                             | 2013            |
| --------------------------- | --------------- |
| Kiesgerechtigde             | 237.957         |
| Opkomst                     | 193.792 (81,4%) |
| Niet verschenen             | 51.315 (20,8%)  |
| Geldige stemmen             | 188.990         |
| Blanco en ongeldige stemmen | 4.802           |

Peilingen in aanloop naar de IJslandse parlementsverkiezingen 2013
Uitslag 2013